# Stephen D. Smith
Stephen D. Smith  (* 11. Juni 1948 in Houston, Texas) ist ein US-amerikanischer Mathematiker, der sich mit endlichen Gruppen beschäftigt.
Smith wuchs in Südtexas auf und begann 1965 sein Studium an der St. Mary’s University in San Antonio. 1967 ging er an das Massachusetts Institute of Technology (MIT), wo er 1970 seinen Bachelor-Abschluss in Mathematik und Literatur machte. Danach ging er als Rhodes Scholar an die University of Oxford, wo er 1971 einen Master-Abschluss machte und 1973 bei Graham Higman promoviert wurde (Sylow subgroups of index 2 in their normalizers). Seine Dissertation gewann den Oxford Senior Mathematical Prize. Als Post-Doktorand war er ab 1973 Bateman Instructor am Caltech. 1975 wurde er Assistant Professor, 1979 Associate Professor und 1984 Professor an der University of Chicago. 1996 bis 1998 war er dort Leiter der Mathematik-Fakultät (Acting Head) und 1985/86 organisierte er dort das Schwerpunktprogramm Computers in Mathematics. 2007 wurde er Professor Emeritus. Er war Gastprofessor in Gießen, am Caltech, der University of Notre Dame, am All Souls College in Oxford und der University of Illinois at Urbana-Champaign.
Er war am Klassifikationsprogramm der endlichen einfachen Gruppen beteiligt und füllte im Rahmen dieses Programms mit Michael Aschbacher eine letzte Lücke des Beweises (Quasidünne Gruppen betreffend, ihre gemeinsame Monographie dazu von 2004 hatte rund 1300 Seiten).
Für das Buch Classification of finite simple groups: groups of characteristic 2-type von 2011 gewann er mit Aschbacher, Ronald Solomon und Richard Lyons 2012 den Leroy P. Steele Prize. Das Buch ist als Fortsetzung eines Buches von 1983 von Daniel Gorenstein gedacht und gibt einen Überblick (und eine Aktualisierung gegenüber Gorensteins Darstellung von 1983) über das Klassifikationsprojekt, für ein breiteres mathematisches Publikum von Nicht-Spezialisten dargestellt am Beispiel von Gruppen von Charakteristik 2.
Er ist Fellow der American Mathematical Society.
Er ist seit 1980 mit Judith L. Baxter verheiratet und hat zwei erwachsene Stiefsöhne.

## Schriften
- mit Michael Aschbacher: The classification of quasithin groups. American Mathematical Society, Providence RI 2004;
  - Band 1: Structure of strongly quasithin K-groups (= Mathematical Surveys and Monographs. 111). 2004, ISBN 0-8218-3410-X;
  - Band 2: Main theorems. The classification of simple QTKE-groups (= Mathematical Surveys and Monographs. 112). 2004, ISBN 0-8218-3411-8.
- mit David J. Benson: Classifying spaces of sporadic groups (= Mathematical Surveys and Monographs. 147). American Mathematical Society, Providence RI 2008, ISBN 978-0-8218-4474-8.
- mit Michael Aschbacher, Richard Lyons, Ronald Solomon: The classification of finite simple groups. Groups of characteristic 2 type (= Mathematical Surveys and Monographs. 172). American Mathematical Society, Providence RI 2011, ISBN 978-0-8218-5336-8.
- Subgroup complexes (= Mathematical Surveys and Monographs. 179). American Mathematical Society, Providence RI 2011, ISBN 978-0-8218-0501-5.